# Tāufaʻāhau Tupou IV
Tāufaʻāhau Tupou IV, född 4 juli 1918 i Nuku'alofa, död 10 september 2006 på Mercy Hospital i Auckland, Nya Zeeland, var Tongas kung 1965–2006 och ättling i Tupoudynastin. 
Före 1965 var han premiärminister och efterträdde då sin mor drottning Salote Tupou III som regent. 1976 skrevs han in i rekordböckerna som världens tyngste monark då han hade en vikt på 209 kilo enligt vågen på Tongas flygplats, det enda mätinstrumentet i kungariket som klarade en sådan vikt.
Ny kung i Tonga blev Tāufaʻāhaus 58-årige son Tupouto'a som antog regentnamnet George Tupou V.